# Alibertia sorbilis
Alibertia sorbilis, conhecida popularmente como apuruí, puruí-grande, marmelada-grande e arapuruí (no Acre), é uma espécie de planta rubiácea, pertencente ao gênero Alibertia. É endêmica ao Brasil, podendo ser encontrada nos estados de Acre, Amazonas, Mato Grosso, Pará, Rondônia e Roraima.

## Características

#### Árvore:
Árvore abundante no Amazonas, especialmente na região próxima ao rio Purus. Pertence à família Rubiaceae, a mesma do café.

#### Fruto:
Seus frutos são grandes e redondos, com casca rígida, mas fácil de quebrar. A polpa é semelhante a do tamarindo em consistência e sabor, porém um pouco mais adocicada.

#### Flores:
Brancas e perfumadas.

## Usos

#### Alimentação:
A polpa do fruto é consumida in natura ou utilizada para fazer sucos, geleias e sorvetes.

#### Medicinal:
A casca e as folhas da árvore são usadas na medicina tradicional para tratar problemas estomacais e febres.

## Etimologia
O nome sorbilis significa "comestível" em latim, referindo-se ao fruto da planta.